# Franz Anton Schiefner
Franz Anton Schiefner (Reval, 1817. július 18. – Szentpétervár, 1879. november 16.) balti német származású orosz nyelvtudós.

## Életútja
Jogot tanult, később azután filológiával és főleg a keleti nyelvekkel kezdett foglalkozni. Egy ideig gimnáziumi tanár volt Szentpéterváron, 1852-ben az akadémia tagja lett, 1863-tól könyvtárnokoskodott is. Nagy ismerője volt a mongol, török-tatár, finn-ural nyelvcsaládoknak, továbbá a kaukázusi és tibeti nyelveknek is.
Főbb művei: Táránátha: A buddhizmus története című munkájának fordítása (Szentpétervár, 1868); Pótlékok és javítások Schmidtnek Dzanglun-kiadásához (uo. 1852); Keleti utazások és buvárlatok (1853-56). Nevezetesek Schiefnernek a kaukázusi nyelvekről szóló munkái is. Lefordította a finn Kalevalát (Helsingfors, 1852), és verses átdolgozást adott a minusszini tatárok hősmondáiból (Szentpétervár, 1859).

## Emlékezete
- Budenz József: Emlékbeszéd Schiefner Antal k. tag fölött. Értekezések a nyelv- és széptudományok köréből (9. 1). Magyar Tudományos Akadémia Könyvkiadó, Budapest. 1880